# Lorenzo Balestro
Lorenzo Balestro (* 23. Juni 1954 in Verona) ist ein ehemaliger italienischer Fußballspieler und heutiger Trainer.

## Karriere

### Als Spieler
Balestro begann seine Karriere 1973 bei Juventus Turin, kam hier aber nie zum Einsatz und wechselte 1974 zu Reggina Calcio, die damals in der Serie C spielten, und kam in seiner ersten Saison zu 30 Einsätzen. Am Ende seiner ersten Saison erreichte er mit Reggina den sechsten Platz. In der Saison 1975/76 kam Balestro zu 17 Einsätzen, in der Saison 1976/77 lief er acht Mal auf.
1977 wechselte Balestro nach Apulien zum FC Bari 1908, die damals noch AS Bari hießen, und erreichte in der Serie B den 13. Tabellenplatz mit seiner Mannschaft. Nach 48 Spielen für Bari wechselte Balestro zu Paganese Calcio. Anschließend spielte er für FBC Derthona, erreichte mit dem Verein in der Saison 1983/84 der Serie C2 den achten Platz. Von 1985 bis 1988 spielte er dann noch drei Jahre für Chievo Verona und beendete seine Karriere anschließend.

### Als Trainer
Drei Jahre nach seinem Karriereende als Spieler begann Balestro 1990 seine Trainerkarriere bei Ravenna Calcio als Jugendtrainer. 1991 wurde er von Chievo Verona als Trainer der Jugendmannschaft verpflichtet, 1994 trainierte er die zweite Mannschaft von Chievo, 1996 wieder die Jugendmannschaft.
Am 26. Januar 1998 wurde Balestro interimsweise als Trainer der ersten Mannschaft eingesetzt, die zu diesem Zeitpunkt in der Serie B spielten, Cheftrainer Silvio Baldini wurde entlassen. Balestro setzte auf ein 3-4-3-System und gewann gegen Cagliari Calcio mit 2:1. Anschließend wurde Domenico Caso als neuer Trainer verpflichtet, nach 12 Punkten aus 14 Spielen aber wieder entlassen. Nach Casos Entlassung gab Chievo Verona bekannt, dass Balestro der neue Cheftrainer sein wird. Da Balestro aber Probleme mit der Trainerlizenz hatte, wurde er kurze Zeit später durch Luciano Miani ersetzt und agierte bis zum Jahr 2000 an dessen Seite als Assistent. Seit 2000 ist Balestro als Talentscout bei Chievo Verona angestellt.

## Erfolge

### Als Spieler
- Meisterschaft in der Serie D: 1×

mit Chievo Verona: 1985/86